# Time Is Up
Time is Up – drugi album thrashmetalowej grupy muzycznej Havok. Utwory na płycie są inspirowane nagraniami takich grup jak Metallica, Slayer czy Anthrax.

## Lista utworów
1. Prepare for Attack
2. Fatal Intervention
3. No Amnesty
4. D.O.A.
5. Covering Fire
6. Killing Tendencies
7. Scumbag in Disguise
8. The Cleric
9. Out of My Way
10. Time Is Up.
11. Postmortem/Raining Blood (cover zespołu Slayer) (bonus)

## Omówienie utworów

### Covering Fire
Jest utworem traktującym o wojnie lub masowym zabijaniu. Z tekstu można wywnioskować, że są to przeżycia żołnierza. Wskazują na to słowa "I cannot remember one day I didn't kill" ("Nie pamiętam dnia, w którym bym nie zabił") oraz "Piercing through the flesh, tearing the wounds open more" ("Przebijając ciało, rozrywając coraz więcej otwartych ran"). W teledysku natomiast widać płonącą ziemię, wybuchającą glebę oraz lecące samoloty. Autorami tekstu są David Sanchez oraz Jesse de los Santos.

### Postmortem/Raining Blood
Jest to cover zespołu Slayer.